# Chemioterapia a dose-densa
La chemioterapia a dose-densa o dose-dense è un trattamento chemioterapico in cui i farmaci vengono somministrati a intervalli più ravvicinati rispetto a un piano standard.

## Meccanismo
Secondo il modello gompertziano della crescita delle cellule tumorali, un tumore cresce più velocemente finché è piccolo. Quando una neoplasia di grandi dimensioni (a crescita lenta) viene rimossa chirurgicamente, i microtumori o le singole cellule tumorali rimaste cresceranno al loro ritmo più veloce. Nei trattamenti standard, la chemioterapia viene somministrata ogni tre settimane. Ciò permette al midollo osseo e al tratto gastrointestinale di riprendersi prima della prossima dose e inibisce il tumore per un breve periodo, ma aumenta la sua velocità di crescita.
Diminuendo la dose e aumentando la frequenza, si può prevenire la crescita rapida del tumore, permettendo un ritmo di cura più veloce ed efficace. Nonostante la dose del singolo trattamento venga ridotta, la quantità totale di chemioterapia può essere o non essere incrementata nel corso del tipico periodo di trattamento. Per esempio, nella cura standard del cancro alle ovaie, viene somministrato al paziente 175mg di taxolo per m2 di superficie corporea ogni tre settimane. In terapia a dose-dense, si somministra il taxolo a 50-80 mg/m2 ogni settimana (dunque 150–240 mg/m2 in 3 settimane).